# Gemini Man (televisieserie)
Gemini Man is een Amerikaanse televisieserie uit 1976, met in de hoofdrol Ben Murphy. De serie liep slechts 1 seizoen en bestond uit 11 afleveringen. In Nederland werd de serie van 12 juli 1977 tot 27 september 1977 op de dinsdagavond door de AVRO uitgezonden op Nederland 1. In 1981 werden de eerste twee afleveringen "Smithereens" en "Buffalo Bill Rides Again" samengevoegd tot een 90 minuten durende televisiefilm; genaamd Riding with Death. De televisiefilm gebruikt scenes van de speelfilm Colossus: The Forbin Project uit 1970 voor computer ruimte scenes.

## Verhaal
De serie draait om geheim agent Sam Casey, die door een ongeluk onzichtbaar geworden is. De organisatie INTERSECT vindt een manier voor Sam om zijn onzichtbaarheid te controleren middels een horloge genaamd de "DNA stabilizer". Met dit horloge kan hij zichzelf 15 minuten lang onzichtbaar maken, wat hem bij zijn werk goed uitkomt. Hij mag de 15 minuten grens echter niet overschrijden, anders kan het zijn dood betekenen.

## Achtergrond
Het verhaal van de serie en de film is losjes gebaseerd op H. G. Wells sciencefictionroman de onzichtbare man.

## Afleveringen
1. Smithereens
2. Minotaur
3. Sam Casey, Sam Casey
4. Night Train To Dallas
5. Run Sam, Run
6. Escape Hatch
7. 8, 9, 10...You're Dead
8. Targets
9. Suspect Your Local Police
10. Buffalo Bill Rides Again
11. Return Of The Lion

## Televisiefilm
De afleveringen "Smithereens" en "Buffalo Bill Rides Again" werden samengevoegd tot een 90 minuten durende televisiefilm genaamd Riding With Death, uitgebracht in 1981. Deze film werd in 1997 bespot in de cultserie Mystery Science Theater 3000.